# Arènes de Gabarret
Les arènes de Gabarret, inaugurées en juillet 1914, sont les arènes de la ville de Gabarret située dans le département français des Landes. Elles peuvent contenir plus de 2 500 personnes. 

## Présentation et historique
Selon le site du patrimoine culturel des Landes, elles ont été construites par le docteur Rocher en 1914. Les arènes visibles actuellement ont succédé à une enceinte de bois construite après 1902 (date de la construction des loges "en dur"). Elles ont une piste ovale. C'est une place importante de la course landaise, même si des corridas à l'espagnole et divers spectacles y ont aussi été organisés.
La feria de Gabarret se déroule la dernière semaine de juillet.
En 2014, on fête les cent ans d'existence de cette construction,